# Unione Sportiva Baracca Calcio 1993-1994
Questa pagina raccoglie le informazioni riguardanti l'Unione Sportiva Baracca Calcio nelle competizioni ufficiali della stagione 1993-1994.

## Rosa
| N. |                   | Ruolo | Calciatore          |
| -- | ----------------- | ----- | ------------------- |
|    | Italia (bandiera) | A     | Luca Barbieri       |
|    | Italia (bandiera) | C     | Mirco Battistella   |
|    | Italia (bandiera) | C     | Lucio Bernardini    |
|    | Italia (bandiera) | A     | Federico Bonomo     |
|    | Italia (bandiera) | C     | Andrea Buccioli     |
|    | Italia (bandiera) | C     | Davide Cangini      |
|    | Italia (bandiera) | P     | Luca Capecchi       |
|    | Italia (bandiera) | P     | Paolo De Toffol     |
|    | Italia (bandiera) | A     | Fausto Franceschini |
|    | Italia (bandiera) | A     | Claudio Gallicchio  |
|    | Italia (bandiera) | C     | Riccardo Innocenti  |

| N. |                   | Ruolo | Calciatore         |
| -- | ----------------- | ----- | ------------------ |
|    | Italia (bandiera) | D     | Andrea Malaguti    |
|    | Italia (bandiera) | C     | Alberto Maresi     |
|    | Italia (bandiera) | C     | Guido Minetto      |
|    | Italia (bandiera) | D     | Davide Moretti     |
|    | Italia (bandiera) | D     | Giuseppe Morisco   |
|    | Italia (bandiera) | A     | Fabio Nepa         |
|    | Italia (bandiera) | A     | Francesco Palmieri |
|    | Italia (bandiera) | C     | Gianni Pivetta     |
|    | Italia (bandiera) | D     | Federico Venturi   |
|    | Italia (bandiera) | D     | Marco Vergnani     |